# Cichlasoma pusillum
Cichlasoma pusillum és una espècie de peix de la família dels cíclids i de l'ordre dels perciformes.

## Morfologia
Els mascles poden assolir els 6,6 cm de longitud total.

## Distribució geogràfica
Es troba a la conca del riu Paranà, predominantment al riu Acaray, Paraguai.